# Plectus exinocaudatus
Plectus exinocaudatus är en rundmaskart. Plectus exinocaudatus ingår i släktet Plectus, och familjen Plectidae. Arten är reproducerande i Sverige.